# Phobaeticus serratipes
Phobaeticus serratipes is een insect uit de orde Phasmatodea en de familie Phasmatidae. De wetenschappelijke naam van deze soort is voor het eerst geldig gepubliceerd in 1835 door Gray. Het leeft in Zuid-Oost Azië, bijvoorbeeld in Singapore.